# امرأة للأسف (فلم)
امرأة للأسف هو فيلم مصري أُصدر عام 1988، بطولة يسرا، صلاح ذو الفقار، ومن تأليف وإخراج نادية حمزة.

## قصة الفيلم
سعيد هو مدير شركة كبيرة تحاول شقيقتان توأمتان يتيمتان هما نادية وهبة تحقيق هدفهما والعمل هناك. كل واحدة منهم تختلف عن الآخري. حيث هبة عاقلة ومتوازنة ومهذبة ، بينما نادية متحررة ومندفعة ، لا تهتم إلا بكيفية أن تصبح ثريًا بأي شكل من الأشكال ، وبينما هبة معجبة بمراد أستاذها في الجامعة ، تتعرف نادية على خالد في المصعد لتكتشف أنه  تعمل في نفس الشركة التي يرأسها سعيد ، والتي تتقدم لها أيضًا.

## طاقم التمثيل

### الشخصيات الرئيسية
- يسرا بدور (ناديه / هبه)
- صلاح ذو الفقار بدور (سعيد)
- سامي العدل بدور (خالد)
- كرم مطاوع بدور (مراد)

### الشخصيات الثانوية
- نادية شمس الدين
- شفيق الشايب
- عبد الجواد متولي
- مصطفي الخضري
- وسام حمدي
- سمر عبد المنعم